# یوهنی زالاتی
یوهنی زالاتی (بلاروسی: Яўгеній Залаты؛ زادهٔ ۹ سپتامبر ۱۹۹۹) قایقران روئینگ اهل بلاروس است.
وی در مسابقات کشوری و بین‌المللی در مجموع برندهٔ ۱ مدال نقره شده است.